# 北遊記
北遊記，又名《北方真武祖師玄天上帝出身全傳》、《北遊玄帝出身傳》，明代神魔小说。明神宗萬曆三十年（1602年），余象斗在吴承恩《西游记》的启发下，創作並出版此書，凡四卷二十四則。
《北遊記》出版不久後，余象斗又刊出了《五显灵官大帝华光天王传》，也就是《南游记》。其後《北游记》、《南游记》再與吴元泰的《東遊記》、杨志和刪節後的《西游记》合成《四遊記》刊行。

## 內容
全書記述隋炀帝在位年間，玉皇大帝貪圖九重天外南方巽宫刘天君家有琼花树，於是從三魂中抽出一魂，即命玄天上帝下凡，降生於劉姓人家，取名叫長生。接著又轉世三次，随斗母元君到武当山修行，得以回歸天界，封为玉虚师相北方玄天上帝。

## 評價
余象斗是書商，其作品有著浓重的商业化痕迹，鲁迅認為其作品“蕪雜淺陋，率無可觀”，可說是书商为營利而撰刊，藝術價值不高。學者黄永年則認為《四游记》的四種作品“很有可能全都经过余象斗的编辑删润。”